# Life, Sex & Death
Life, Sex & Death – amerykański zespół hardrockowy działający w latach 1990–1996.

## Dyskografia
- The Silent Majority (1992)

## Skład
- Stanley (Chris Stann) - śpiew
- Alex Kane - gitara
- Bill E Garr - bass
- Brian Michael Horak - perkusja.